# Roy Thomson Hall
Résidence
Le Roy Thomson Hall est une salle de concerts symphoniques inaugurée en 1982 et située au 60 de la rue Simcoe Street, à Toronto au Canada. Depuis sa rénovation en 2002, elle accueille en résidence l'orchestre symphonique de Toronto et le chœur Mendelssohn de Toronto. La salle a une capacité de 2630 spectateurs et elle possède un orgue de l'organier Gabriel Kney (en).